# Tentative de coup d'État de 1938 en Grèce
La tentative de coup d'État de 1938 ou coup d'État de La Canée est une brève mise en œuvre d'un projet de renversement de la dictature de Ioánnis Metaxás à La Canée (Grèce), en 1938. Faute de s'étendre à tout le pays, le coup d'État échoue en quelques heures sans que le régime dictatorial ne soit sérieusement menacé.

## Événements
De nombreux Crétois, notamment des hommes politiques du camp vénizéliste, participent au coup d'État de 1938 qui vise à renverser la dictature de Ioánnis Metaxás. Le soulèvement de 1938 est la seule insurrection armée contre la dictature de Metaxas et elle éclate le 28 juillet 1938 à La Canée. Aristoménis Mitsotákis (el), député de La Canée, est le chef du soulèvement. L'objectif de ce soulèvement est qu'il déclenche une révolte et une révolution plus large qui serait organisée à Athènes. Parmi les personnes qui contribuent à l'organisation de ce plan figurent le gouverneur de la Banque de Grèce de l'époque, Emmanouíl Tsouderós, Ioánnis Moundákis, M. Voloudákis et Emmanouíl Mántakas. Le Parti communiste de Grèce (KKE), alors interdit, est également impliqué.
Le 28 juillet 1938, la station de radio de La Canée émet une proclamation demandant au roi Georges II de Grèce de mettre fin à la dictature de Metaxás afin que les Grecs soient libérés. En raison du délai limité et du faible nombre de personnes initiées au projet, mais aussi de la très mauvaise planification, le coup d'État est voué à l'échec et s'effondre en quelques heures. Le gouvernement réagit rapidement et efficacement, en envoyant de puissantes forces militaires en Crète et des hydravions à Milos. Après quelques affrontements mineurs, La Canée est débarrassée des rebelles,.
Environ un mois plus tard, le 22 août 1938, la loi martiale est déclarée dans tout le pays et un tribunal militaire provisoire est établi dans la ville de La Canée. Son président est le lieutenant-général Konstantínos Michalópoulos (el), futur chef de la gendarmerie grecque et son procureur royal est le lieutenant-colonel Sólon Gíkas (el), futur chef de l'état-major général et ministre de l'armée hellénique. Il semble cependant qu'avec la « tolérance » de Ioánnis Metaxás, Mitsotákis, Voloudákis , Moundákis et d'autres du camp vénizéliste se soient enfuis à Chypre, tandis que d'autres qui ont participé au coup d'État, tels que Konstantínos Réndis (el), Emmanouíl Tsouderós et d'autres sont arrêtés, condamnés et exilés, mais ils sont amnistiés l'année suivante. Le général Emmanouíl Mántakas est arrêté après l'échec du coup d'État, puis libéré par un groupe de villageois armés, mais il est condamné à la prison à vie. Aucune condamnation à mort n'est exécutée.

## Bilan et suites
L'échec du coup d'État s'explique par le fait que, alors qu'il y avait eu des préparatifs pour un soulèvement national, celui-ci n'éclate qu'à La Canée et est isolé de tout autre mouvement anti-dictature. Selon les archives de la gendarmerie, peu avant le déclenchement du coup d'État, Márkos Vafiádis est arrivé en Crète pour l'organisation du parti communiste local. Après le soulèvement, à la fin de la même année, un autre coup d'État commence à être organisé mais ne se concrétise jamais et reste connu dans l'histoire sous le nom de « conspiration des germanophiles ». Le chef du coup d'État est Periklís Kávdas (el), un officier à la retraite et ministre du cabinet de Ioánnis Metaxás. Parmi les dirigeants du soulèvement de 1938, Mántakas servira plus tard dans le gouvernement de la montagne dominé par les communistes pendant l'occupation de la Grèce par l'Axe.